# チャンピオン鷹
『チャンピオン鷹』（チャンピオンたか、原題：波牛、英語題：The Champion）は、1983年に香港で公開された映画。
田舎育ちの若者が都会に出て香港一のサッカープレイヤーを目指して励む姿を描くカンフー映画。

## キャスト
※括弧内は日本語吹替。
- リー・トン：元彪 - ユン・ピョウ（三ツ矢雄二）
- ソン：張國強 - チャン・コッキョン（江原正士）
- キング：狄威 - ディック・ウェイ（屋良有作）
- ファン：李賽鳳 - ムーン・リー（佐々木優子）
- トンの叔父：高雄 - コー・ハン
- キンの手下 - チャン・ギンポー（広瀬正志）
- 日本語吹替版その他：上田敏也、西川幾雄、藤本譲、小野健一、鈴木勝美、高宮俊介、山下啓介、池田史比古、菊池正美、林優子、篠原明美、磯辺万沙子

- 日本語吹替版制作スタッフ 演出：田島荘三、翻訳：磯村愛子、調整：近藤勝之、制作：コスモプロモーション

- テレビ初回放送日：1989年11月?日(木)　フジテレビ『木曜名画座』（深夜映画枠）

## スタッフ
- 監督：脚本：袁振洋（ブランディ・ユエン）
- プロデュース：袁和平
- サッカー監修：郭錦洪、張國強、何新華

## 日本公開
1985年2月22日、東映配給にて公開された。コピーは「生足かけた真剣勝負！炸裂するかサッカークンフー！」。イメージイラストはちばてつや。
日本公開に際しては、配給元の東映が独自編集を行い、日本オリジナルの主題歌「Champion At Heart 唄:ユン・ピョウ」を製作して本編に挿入している。